# Bilina (Kroatien)
Bilina ist ein historischer spätmittelalterlicher Ort in der Region Bukovica, westlich der Stadt Knin, Südkroatien.
Der Ort wurde bekannt als Sitz der Adelsfamilie Drašković im 15. Jahrhundert und am Anfang des 16. Jahrhunderts. In einer Burg oder Schloss wohnte dort Bartol Drašković, der Gründer des späteren aristokratischen Zweiges seines Geschlechts, mit seiner Familie. Am 5. Februar 1525 wurde dort sein erster Sohn Juraj (deutsch Georg), der spätere berühmte kroatische Staatsmann, Bischof und Kardinal, geboren. Wahrscheinlich wurden dort auch zwei jüngere Söhne Bartols, Gašpar (Kaspar) und
Ivan I. (Johann), geboren. Wenig später, wegen der wachsenden osmanischen Bedrohung, zog die ganze Familie nach Nordwesten Kroatiens um.
Kurze Zeit darauf eroberten die stürmenden Osmanen das ganze Gebiet um Bilina, bzw. Norddalmatien, und die Drašković von Bilina sind später Drašković von Trakošćan geworden.  